# Anii 380
Secole: Secolul al III-lea - Secolul al IV-lea - Secolul al V-lea
Decenii: Anii 330 Anii 340 Anii 350 Anii 360 Anii 370 - Anii 380 - Anii 390 Anii 400 Anii 410 Anii 420 Anii 430
Ani: 380 | 381 | 382 | 383 | 384 | 385 | 386 | 387 | 388 | 389